# Куилиано
Куилиа́но (итал. Quiliano) — коммуна в Италии, располагается в регионе Лигурия, в провинции Савона.
Население составляет 7335 человек (2008 г.), плотность населения составляет 148 чел./км². Занимает площадь 49 км². Почтовый индекс — 17047. Телефонный код — 019.
Покровителем коммуны почитается святой Лаврентий, празднование 10 августа.

## Демография
Динамика населения:

## Города-побратимы
- Айдовшчина, Словения (1972)
- Грейт Вирлей, Великобритания (2000)
- Макон, Франция (2009)

## Администрация коммуны
- Официальный сайт: http://www.comune.quiliano.sv.it